# Vargula mizonomma
Vargula mizonomma is een mosselkreeftjessoort uit de familie van de Cypridinidae. De wetenschappelijke naam van de soort is voor het eerst geldig gepubliceerd in 1988 door Morin & Cohen.